# Taraxacum sinuatum
Taraxacum sinuatum — вид квіткових рослин з родини айстрових (Asteraceae). Ареал: Латвія, Чехія, Словаччина, Данія, Фінляндія, Німеччина, Велика Британія, Ірландія, Норвегія, Польща, Швеція, Україна; це багаторічна рослина помірних біомів.
Taraxacum subhuelphersianum sect. Taraxacum. Основні діагностичні ознаки цього таксону: листки середньо-зелені з широкими, тупими, іноді розділеними бічними частками, їхні верхні краї зазвичай серпоподібні, цілокраї або з великими зубцями, нижні краї прямі або злегка увігнуті з поодинокими великими зубцями; кінцева частка широко-трикутна, притуплена не більше бічних; черешки без крил або з дуже вузькими крилами ззовні від блідо-рожевого до яскраво-пурпурового забарвлення; зовнішні приквітки горизонтальні, приблизно 5 мм завширшки і 12–13 мм завдовжки, з вузькою (іноді слабкою) облямівкою; квіткові голови опуклі, ≈ 45 мм у діаметрі.